# Richie Baker
Richie Baker (Dublino, 17 aprile 1980) è un ex calciatore irlandese, di ruolo centrocampista.

## Carriera

### Nazionale
Ha partecipato ai Mondiali Under-20 del 1999.

## Palmarès
- Campionato irlandese: 5

Shelbourne: 1999-2000, 2001-2002, 2003, 2006
Drogheda United: 2007
- Coppa d'Irlanda: 1

Shelbourne: 2000